# Talat Tokat
Talat Tokat (Siirt, 1937. október 10. –) török nemzetközi labdarúgó-játékvezető.

## Pályafutása

### Nemzeti játékvezetés

#### Nemzeti kupamérkőzések
Vezetett Kupa-döntők száma: 2.

##### Török Kupa
| Időpont         | Helyszín                     | Mérkőzés típusa | Mérkőzés                   | Eredmény | Nézők száma |
| --------------- | ---------------------------- | --------------- | -------------------------- | -------- | ----------- |
| 1974. június 5. | Május 19. Stadion, Ankara    | döntő           | Beşiktaş JK–Bursaspor      | 3 – 2    |             |
| 1974. június 7. | Cebeci İnönü Stadion, Ankara | döntő           | Galatasaray SK–Trabzonspor | 1 – 0    |             |

### Nemzetközi játékvezetés
A Török labdarúgó-szövetség Játékvezető Bizottsága (JB) terjesztette fel nemzetközi játékvezetőnek, a Nemzetközi Labdarúgó-szövetség (FIFA) 1976-tól tartotta nyilván bírói keretében. Több nemzetek közötti válogatott és klubmérkőzést vezetett. A török nemzetközi játékvezetők rangsorában, a világbajnokság-Európa-bajnokság sorrendjében többedmagával az 5. helyet foglalja el 4 találkozó szolgálatával. Az aktív nemzetközi játékvezetéstől 1985-ben a FIFA 50 éves korhatárát elérve búcsúzott.Válogatott mérkőzéseinek száma: 5.

#### Világbajnokság
A világbajnoki döntőhöz vezető úton Spanyolországba a XII., az 1982-es labdarúgó-világbajnokságra és Mexikóba a XIII., az 1986-os labdarúgó-világbajnokságra a FIFA JB játékvezetőként alkalmazta.

##### 1982-es labdarúgó-világbajnokság

###### Selejtező mérkőzés
| Időpont           | Helyszín                     | Mérkőzés típusa           | Mérkőzés           | Eredmény | Nézők száma |
| ----------------- | ---------------------------- | ------------------------- | ------------------ | -------- | ----------- |
| 1980. október 19. | Vasil Levski Stadion, Szófia | előselejtező (1. csoport) | Bulgária–Albánia   | 2 : 1    | 16 000      |
| 1981. október 14. | Népstadion, Budapest         | előselejtező (4. csoport) | Magyarország–Svájc | 3 : 0    | 75 000      |

##### 1986-os labdarúgó-világbajnokság

###### Selejtező mérkőzés
| Időpont           | Helyszín                         | Mérkőzés típusa           | Mérkőzés   | Eredmény | Nézők száma |
| ----------------- | -------------------------------- | ------------------------- | ---------- | -------- | ----------- |
| 1985. március 27. | Ludwigspark Stadion, Saarbrücken | előselejtező (2. csoport) | NSZK–Málta | 6 : 0    | 37 600      |

#### Európa-bajnokság
Az európai-labdarúgó torna döntőjéhez vezető úton Olaszországba a VI., az 1980-as labdarúgó-Európa-bajnokságra az UEFA JB játékvezetőként foglalkoztatta.
| Időpont             | Helyszín                        | Mérkőzés típusa           | Mérkőzés                 | Eredmény | Nézők száma |
| ------------------- | ------------------------------- | ------------------------- | ------------------------ | -------- | ----------- |
| 1979. szeptember 5. | Evžena Rošického Stadion, Prága | előselejtező (5. csoport) | Csehszlovákia–Svédország | 4 : 1    | 35 000      |

#### Nemzetközi kupamérkőzések

##### Bajnokcsapatok Európa-kupája
Az Európai Labdarúgó-szövetség (UEFA) JB, a torna sorozat nyolcaddöntőjében a találkozó első mérkőzésének koordinálásával bízta meg.
| Időpont           | Helyszín               | Mérkőzés típusa   | Mérkőzés                  | Eredmény |
| ----------------- | ---------------------- | ----------------- | ------------------------- | -------- |
| 1983. október 19. | Központi Stadion, Győr | 2. selejtező kör, | Rába ETO–FK Dinama Minszk | 3 : 6    |